# Leo Bilanski
Leo Ezequiel Bilanski es un empresario argentino. Fue vicepresidente y fundador de la Federación Argentina de Jóvenes Empresarios (FedAJE); fue secretario adjunto de CAME y también dirigente de la Confederación General Económica de Argentina.

## Obra
Con otros dos emprendedores fundó en el año 2003 una empresa dedicada a la fabricación de máquinas blisteras.
Fue uno de los impulsores de la reglamentación de la ley 25 872 e impulsor de la ley 26 878.
En su actividad gremial empresaria tuvo un rol activo en las relaciones internacionales participando en la constitución de la Federación Iberoamericana de Jóvenes Empresarios (FIJE), en diversos congresos internacionales de jóvenes empresarios en España y como sherpa del Encuentro de Jóvenes Empresarios G20 Yes que se realizó en Niza, Francia, donde participó en representación de Argentina de un taller de responsabilidad social con Muhammad Yunus.
Es referente de Canal Ciudadano, un espacio creado desde y para los ciudadanos, destinado a promocionar el programa argentino de control de precios Precios Cuidados desde 2013.